# Obina
Manuel de Brito Filho, detto Obina (Vera Cruz, 31 gennaio 1983), è un ex calciatore brasiliano, di ruolo attaccante.

## Caratteristiche tecniche
Gioca come attaccante, e le sue caratteristiche principali sono la forza fisica e l'aggressività.

## Carriera

### Club
Giocando nel Vitória, ebbe un promettente inizio di carriera; dopo il prestito al Fluminense de Feira, nel 2004 segnò molte reti, mettendosi in evidenza in una squadra che aveva tra i suoi punti cardine Edílson e Vampeta. Conclusasi con poco successo l'esperienza all'Al-Ittihad, nel 2005 tornò in Brasile, al Flamengo; nel 2006 segna molto e diventa uno dei favoriti dei tifosi.
Il 18 settembre 2007 Obina fu condannato per aggressione dal tribunale sportivo brasiliano a 120 giorni di squalifica. Durante l'incontro Flamengo-Internacional dell'8 settembre 2007, aveva infatti colpito Índio con il gomito.
Il 12 marzo 2008 ha rinnovato il contratto, ma ha perso la titolarità a causa degli arrivi di Josiel e Emerson.
Il 26 maggio 2009 è passato in prestito al Palmeiras, poiché chiuso da diversi elementi. Il 20 gennaio 2010 viene acquistato dall'Atletico Mineiro.
Nel 2011 è andato a giocare in Cina, al Shandong Luneng. Dopo tre stagioni passate in Brasile, si è poi accasato alla squadra giapponese del Matsumoto Yamaga.

## Palmarès

### Club

#### Competizioni nazionali
- Campionato Baiano: 1

Vitória: 2004
- Coppa del Brasile: 1

Flamengo: 2006
- Campionato Carioca: 3

Flamengo: 2007, 2008, 2009
- Taça Guanabara: 2

Flamengo: 2007, 2008
- Taça Rio: 1

Flamengo: 2009